# 祥谦站
祥谦站位于中华人民共和国福建省福州市闽侯县祥谦镇324国道与规划路交叉口西侧，是福州地铁建设中滨海快线与规划S1线的换乘站，亦是滨海快线线在闽侯县内的唯一站点。车站滨海快线线部分预计2025年启用。

## 车站结构
| 地上二层 |              |                                  | 规划 S1线 直通 滨海快线 运行    |
| 地上二层 | 岛式站台     |                                  |                                 |
| 地上二层 | 1            |                                  | 滨海快线 往福州火车站（帝封江） |
| 地上二层 | 2            |                                  | 滨海快线 往文岭（首占）         |
| 地上二层 | 岛式站台     |                                  |                                 |
| 地上二层 |              | 规划 S1线 往创业大道（中央公园） |                                 |
| 地面层   | 站厅、出入口 |                                  | 票务服务、自动售票机            |

### 站台
本站站台最初布局为一对侧式站台，仅供滨海快线使用。后续规划中，为加强福州主城与福清主城间的通达性，遂决定修建市域S1线，并在本站实现与滨海快线的互联互通。因此，在原有滨海快线一对侧式站台的基础上额外加宽9.6米，并在车站前后区间增设道岔，使本站站台布局调整为双岛四线设计。

## 历史
- 2020年4月7日，福建省发展和改革委员会批复关于福州至长乐机场城际铁路工程初步设计（闽发改网审交通〔2020〕50号），其中提及在324国道与规划路口西侧设置高架祥谦站，并在车站西侧设单渡线，预留换乘条件。[2]
- 2024年6月15日，祥谦站站台加宽工程主体结构封顶[3]。